# Bandeira da República do Congo
A bandeira nacional da República do Congo (em francês: drapeau de la république du Congo) consiste em uma faixa diagonal amarela dividida diagonalmente a partir do canto inferior do lado do elevador, com um triângulo superior verde e um triângulo inferior vermelho. Adotada em 1959 para substituir a bandeira tricolor francesa, foi a bandeira da República do Congo até 1970, quando a República Popular do Congo foi estabelecida. O novo regime mudou a bandeira para um campo vermelho com o brasão da República Popular do cantão. Esta versão foi utilizada até o colapso do regime em 1991. O novo governo prontamente restaurou a bandeira original anterior a 1970.

## História
Sob o domínio colonial francês sobre o Congo Francês, as autoridades proibiram a colônia de utilizar sua própria bandeira colonial. Isto porque estavam preocupados que isso pudesse aumentar o sentimento nacionalista e levar a apelos à independência. Entretanto, com a ascensão do movimento de descolonização na África, os franceses foram obrigados a conceder autonomia limitada ao Congo como uma república autônoma dentro da Comunidade Francesa. Isto foi concedido em 28 de novembro de 1958, após a realização de um referendo e nove meses depois, a Assembleia Legislativa começou a deliberar sobre uma bandeira nacional.
A nova bandeira foi oficialmente adotada em 15 de setembro de 1959 e permaneceu inalterada quando o Congo Francês se tornou um estado independente menos de um ano depois, em 15 de agosto de 1960. Foi içado no topo do edifício que anteriormente abrigava o alto comissariado francês para marcar a proclamação da independência. Em 1968, um golpe de estado ocorreu no país, com o novo governo proclamando a República Popular do Congo um ano depois. Ao fazê-lo, tornou-se o primeiro país marxista-leninista em África. Para simbolizar a mudança revolucionária, o regime instituiu um novo hino nacional e escolheu uma nova bandeira. Este apresentava um campo vermelho carregado com o novo brasão do país - uma estrela dourada com um martelo e uma enxada sobrepostos, circundados por uma coroa feita de dois ramos de palmeira - no cantão superior esquerdo. O design foi inspirado na bandeira da União Soviética.
A bandeira vermelha permaneceu em vigor até 1991, quando os problemas económicos e a dissolução do poder da União Soviética devido às Revoluções de 1989 culminaram em eleições democráticas e, finalmente, no colapso da República Popular do Congo. A Conferência Nacional, que supervisionou a transição para um governo democrático, restabeleceu a bandeira original de 1959 em 10 de junho de 1991. As cores e formas da bandeira são mencionadas no Artigo 5 da Constituição da República do Congo.

Bandeira do Reino de Loango (c. 1550–c. 1883)
Bandeira do Reino do Congo (por volta do século XVII)
Bandeira de Cacongo (por volta do século XV)
Bandeira proposta para o Congo Francês (pré-1959)
Bandeira da República Popular do Congo (2 de janeiro de 1970 – 9 de junho de 1991) e do Partido Congolês do Trabalho

## Projeto

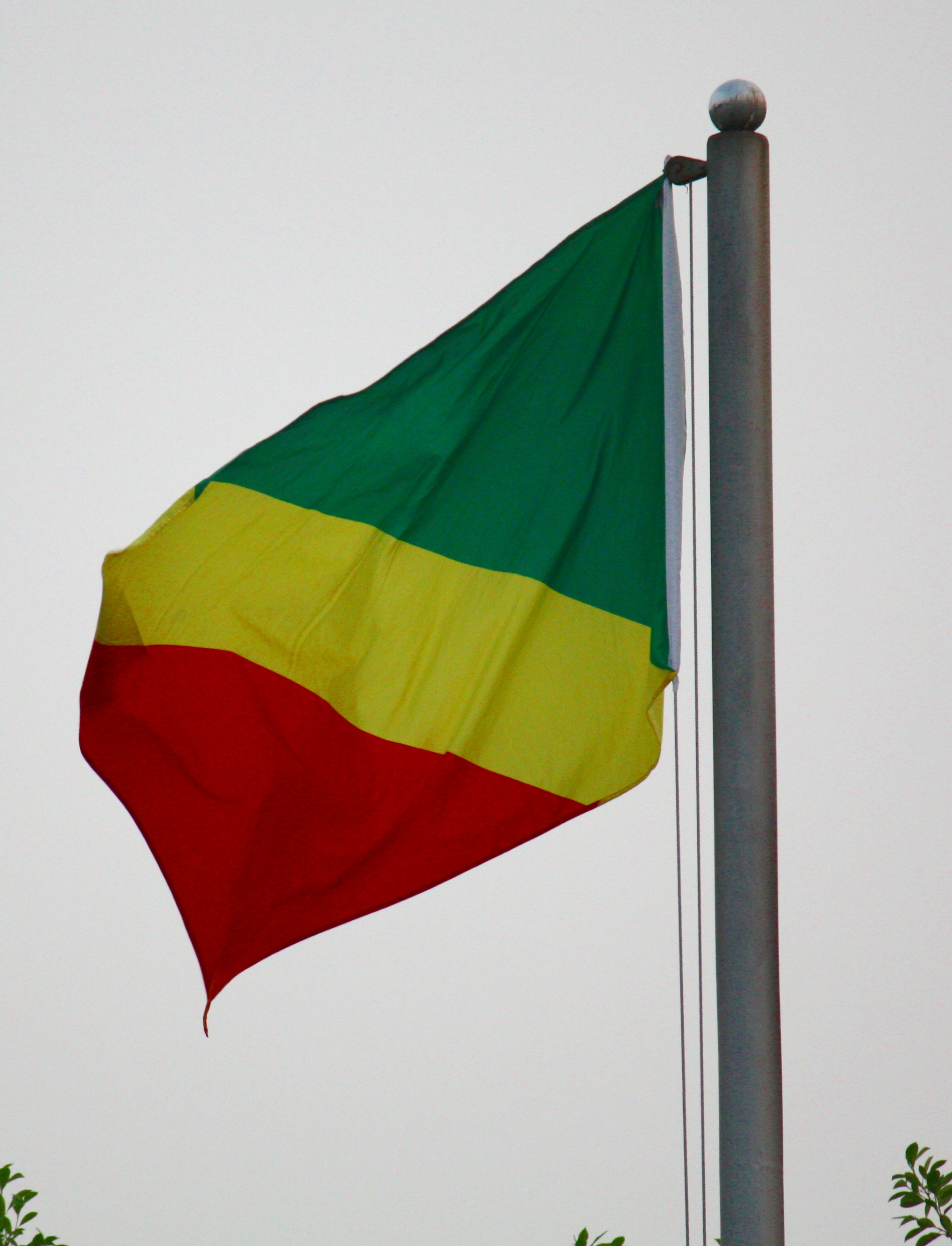
Bandeira da República do Congo

As cores da bandeira carregam significados culturais, políticos e regionais. O verde simboliza a agricultura e as florestas do Congo, enquanto o amarelo representa a “amizade e a nobreza” do povo congolês. No entanto, o simbolismo por trás do vermelho ficou inexplicado. Do ponto de vista continental, o verde, o amarelo e o vermelho são as cores do movimento pan-africanista; é a única bandeira pan-africanista a utilizar um padrão diagonal em seu design. Elas também são 3 das cores utilizadas na bandeira da Etiópia, o país independente mais antigo da África e a única nação, além da Libéria, a permanecer independente durante a Partilha da África.

### Cores
| (1991–presente) | Verde      | Amarelo    | Vermelho  |
| --------------- | ---------- | ---------- | --------- |
| Pantone         | 355c       | 109c       | 032c      |
| CMYK            | 93-0-100-0 | 0-5-100-0  | 0-90-76-0 |
| RGB             | 0-149-67   | 251-222-74 | 220-36-31 |
| Hexadecimal     | #009543    | #FBDE4A    | #DC241F   |